# Chunga
Chunga is een geslacht van vogels uit de familie seriema's (Cariamidae). Het geslacht telt één soort:
- Chunga burmeisteri – Burmeisters seriema.[1][2]

## Naamgeving
De naam van de enige soort werd, samen met een beschrijving, in 1860 door Hartlaub gepubliceerd als Dicholophus burmeisteri in de Proceedings of the Zoological Society of London. Dicholophus was de toen gangbare naam van het geslacht waarin ook de Kuifseriema (nu Cariama cristata) werd geplaatst. De naam Chunga wordt in de publicatie van Hartlaub niet formeel voorgesteld als wetenschappelijke geslachtsnaam maar genoemd als de lokale naam voor de soort.